# NGC 587
NGC 587 je galaksija u zviježđu Trokut.

## Vanjske poveznice
- SEDS: NGC 0587